# Сементиново
Сементиново — упразднённая деревня в Дубенском районе Тульской области России.

## География
Урочище находится на северо-западной части Тульской области, на расстоянии в 32 километрах от города Алексина.

### Климат
Климат умеренно-континентальный с резко выраженными сезонами года: умеренно холодной зимой и тёплым летом. Средняя температура января -10 °C, июля +20 °C. Безморозный период длится в среднем около 147 дней.

### Часовой пояс
Деревня Сементиново, как и вся Тульская область, находится на часовой зоне МСК (московское время). Смещение применяемого времени относительно UTC составляет +3:00.

## История
В «Списке населённых мест Тульской губернии по сведениям 1859 года» населённый пункт был упомянут как владельческая деревня Сементинова Алексинского уезда, находящаяся в 30 вёрстах от уездного города. В деревне насчитывалось 10 дворов, проживало 90 человек (49 мужчин и 41 женщина).
По данным Всесоюзной переписи 1926 года, в деревне насчитывалось 33 хозяйств, проживало 157 человек (68 мужчин и 89 женщин). Входила в Ново-Павшинский сельсовет Дубенского района.